# 口裂け女 (映画)
『口裂け女』（くちさけおんな）は、1979年の春から夏にかけて日本で広まった都市伝説「口裂け女」を元にしたホラー映画で子供たちを襲う口裂け女の恐怖を描く。2007年3月17日公開。PG-12。
2008年3月22日には、続編の『口裂け女2』が公開された。
2007年8月9日、韓国でも公開されたがその時の題名は『名古屋殺人事件』であった。
2016年1月16日には、『口裂け女 in L.A. 』が公開された。

## ストーリー
ある日の地震を境に、町では子供達の失踪事件が相次ぐ。失踪した子供と一緒にいた子供達が「大きなマスクを着けてハサミを持っていた女が子供を連れて行った」と証言したことから、町には「口裂け女」の噂が流れるようになる。それにより子供たちは怯え、大人達はそんな子供達を咎める始末。そんな中、町の小学校教師の山下は家庭に問題がある生徒・美佳を家まで送り届けるが、その際、口裂け女に美佳を連れ去られてしまう。山下は美佳を助ける為に同僚の松崎と口裂け女について調査を開始するが、その一方でまた子供の失踪事件が起こる。

## キャスト
- 山下京子：佐藤江梨子
- 松崎昇：加藤晴彦（少年期：伊藤大翔）
- 佐々木真弓：川合千春
- 佐々木美佳：桑名里瑛
- 田村秀雄：松澤一之
- 田村早織：坂上香織
- 吉田和子：滝沢涼子
- 京子の元夫：西興一朗
- 久保（刑事）：柳ユーレイ
- 中島志穂：入江紗綾
- 松崎タエコ：水野美紀
- ゲスト：三橋貴志
- 桑江咲菜、川瀬裕斗、諏訪太朗　ほか

## スタッフ
- 監督：白石晃士
- 脚本：横田直幸、白石晃士
- 撮影：森下彰三
- 照明：三重野聖一郎
- 録音：岩丸恒
- 美術：畠山和久
- 編集：掛須秀一
- 音楽：和乃弦、藤野智香
- 助監督：阿部満良
- 特殊メイク・造型：中田彰輝
- CG：荒木史生、廣田隼也、千葉秀樹
- アクションコーディネーター：吉田浩之（補佐：稲留正樹）
- 現像：東京現像所
- MA：シネマサウンドワークス
- 光学録音：ヨコシネ ディー アイ エー
- プロデューサー：大橋孝史、花村佳代子、矢部佐織、古神子広一
- ラインプロデューサー：村田亮
- アシスタントプロデューサー：高波朋美、川島正規
- 製作：トルネード・フィルム、フォーサイド・ドット・コム、ツイン、メモリーテック
- 制作協力：アールグレイフィルム
- 制作プロダクション・配給：トルネード・フィルム

## 主題歌
- I-lulu「ガラスの瞳」

## キャッチコピー
- ワタシ、キレイ?